# Estadio Las Flores

El Estadio Las Flores, también conocido como Estadio Ing. Mario Estrada, es un estadio de fútbol de Guatemala ubicado en el departamento de Jalapa. El 30 de mayo de 1979 fue llamado oficialmente Estadio Edilberto Antonio Bonilla Martínez en honor a un futbolista que se desempeñó como portero y que luchó por la mejora de la instalación deportiva en mención.
El actual nombre lo posee gracias al diputado Mario Amílcar Estrada Orellana; quien colaboró en la remodelación del estadio cuya grama era de tierra y únicamente poseía un sector de graderío de madera en el lado oeste, en donde ahora se encuentra la localidad de palco y tribuna.
Posee 4 localidades: Palco, Tribuna, Preferencia y General Norte. Existieron iniciativas para construir la General Sur pero quedaron en el olvido posteriormente a la desaparición del Deportivo Jalapa. 
Lo utilizó el equipo del Deportivo Jalapa de la Primera División y segunda división. En este recinto el equipo salió campeón de Liga en el torneo Apertura 2007 y en el Clausura 2009 además de ser 2 veces campeones del Torneo de Copa.